# Ghostface Killah

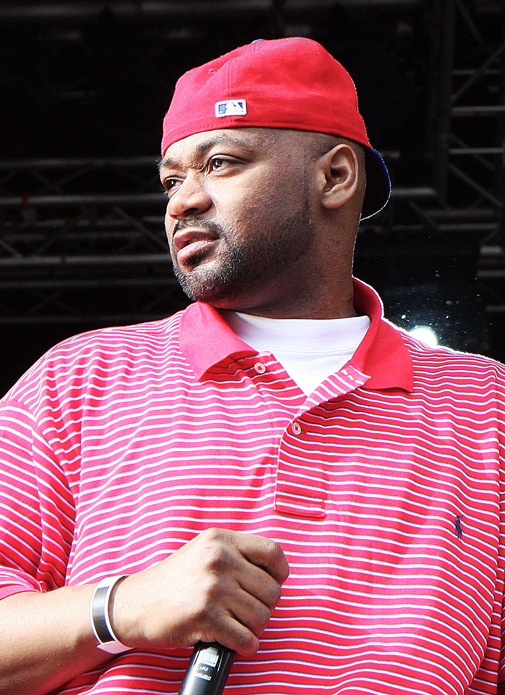
Ghostface Killah, 2010

Ghostface Killah (* 9. Mai 1970; bürgerlich Dennis Coles) ist ein US-amerikanischer Rapper und Mitglied der Hip-Hop-Gruppe Wu-Tang Clan.

## Biografie
Dennis Coles wurde in den Stapleton Projects von Staten Island/New York City am 9. Mai 1970 geboren. Als Verwandter von RZA (Robert Diggs) war er ab 1993 Mitglied des Wu-Tang Clans. 1998/99 musste Coles alias Ghostface Killah wegen versuchten Raubes eine viermonatige Haftstrafe absitzen.
Als Solokünstler veröffentlichte er bislang sieben Solo-Alben, von denen Iron Man den zweiten Platz der US-Billboard-Charts erreichte. Er ist sowohl bekannt für seine Uptempo- und scheinbar unverständlichen stream-of-consciousness-Raps als auch in seiner späteren Karriere für seine emotional aufgeladene Darbietungsweise. Am 31. März 2006 erschien seine fünfte Platte Fishscale, auf der unter anderem Featurings von Newcomer Ne-Yo, Trife, sowie des ganzen Wu-Tang Clans zu hören sind. Fishscale erreichte in der "Rolling Stone" "Top 50 Albums of the year 2006" als bestes Hip-Hop-Album Rang 5. Der Nachfolger zu Fishscale erschien kurze Zeit später und trägt den Namen More Fish, wobei der Albumname bereits darauf hinweist, dass es sich hierbei zum größten Teil um nicht verwendetes Material von Fishscale handelt. Das reguläre Nachfolgewerk The Big Doe Rehab verkaufte in der ersten Woche in den USA nur 36.000 Kopien, was Ghostface Killah dazu veranlasste ein Video für seine (nach eigenen Angaben) rund 115.000 MySpace Fans aufzunehmen, in dem er sie aufforderte sein neues Album zu kaufen, statt illegal aus dem Internet herunterzuladen. Als Beweis sollen seine Fans zu Konzerten, Interviews etc. die gekaufte CD mitbringen. Eine ähnliche Taktik verfolgte auch 50 Cent, der in einem Interview verlauten ließ, nur noch Autogramme auf gekaufte CDs zu geben.
Neben den Veröffentlichungen des ganzen Wu-Tang Clans hatte Ghostface Killah seinen ersten Solo-Auftritt auf Raekwons 1995er Veröffentlichung Only Built 4 Cuban Linx. Sein eigenes erstes Album Iron Man erschien 1996. Er hinterließ damit einen nachhaltigen Eindruck in der Hip-Hop-Szene und erreichte den zweiten Platz der Pop-Charts. Die Single Daytona 500 aus demselben Album gilt als kleinerer Klassiker des Musikgenres.
Wie in der Szene üblich, ging er zahlreiche Kollaborationen ein. Auf seinen Alben hatten unter anderem der gesamte Wu-Tang Clan, Missy Elliott und Jadakiss Gastauftritte. Er selbst beteiligte sich an Platten von den Clan-Mitgliedern sowie unter anderem von Mobb Deep, Cappadonna, Busta Rhymes und De La Soul. Mit der britischen R&B-Gruppe The 411 gelang es ihm einen Hit in Australien und dem Vereinigten Königreich zu landen. Obwohl ihm keine weiteren Erfolge im US-amerikanischen Mainstream gelangen, wurde er wie die meisten Wu-Tang-Mitglieder zu einer bekannten Figur der amerikanischen HipHop-Kultur.
Anfang März gab der Rapper bekannt, dass er am 25. März 2008 über sein eigenes Label eine Sammlung veröffentlichen werde, welche seltene und Non-Album Tracks enthalten werde.
Zusammen mit dem Produzenten Adrian Younge entwickelte er 2013 das Konzeptalbum Twelve Reasons to Die. Bei dieser Gangster-Grusel-Geschichte beschreibt er in einer fiktiven Erzählung, wie er zu seinem Namen kam. Das Ganze wurde 2015 mit einem weiteren Teil fortgesetzt.
Neben dem Alias Ghostface Killah benutzt er auch Ghostface sowie Ironman, Tony Stark (die menschliche Hauptfigur des Comics Iron Man), Pretty Toney, Tony Montana, Captain America, Pretty Starks, Wally Champ, Faceless, Ghost Deini oder G-Deini.

## Diskografie

### Studioalben
- 1996: Ironman
- 2000: Supreme Clientele
- 2001: Bulletproof Wallets
- 2004: The Pretty Toney Album
- 2006: Fishscale
- 2006: More Fish
- 2007: The Big Doe Rehab
- 2009: Ghostdini: The Wizard of Poetry in Emerald City
- 2010: Apollo Kids
- 2013: Twelve Reasons to Die
- 2014: 36 Seasons
- 2015: Twelve Reasons to Die II[4]
- 2019: Ghostface Killahs

### Kollaborationen
- 2004: 718 (mit Theodore Unit)
- 2005: Put It on the Line (mit Trife Da God)
- 2010: Wu-Massacre (mit Raekwon und Method Man)
- 2012: Wu Block (mit Sheek Louch)
- 2015: Sour Soul (mit BadBadNotGood)
- 2018: The Brown Tape (mit Apollo Brown)
- 2018: Beat Take 1 (mit The Neighbourhood)

### Kompilationen
- 2003: Shaolins Finest
- 2007: Hidden Darts
- 2008: The Wallabee Champ
- 2008: GhostDeini The Great
- 2014: Best of Ghostface Killah

### Singles
- 1996: Daytona 500 (feat. Raekwon & Cappadonna)
- 1996: All I Got Is You (feat. Mary J. Blige)
- 2000: Apollo Kids (feat. Raekwon)
- 2000: Cherchez LaGhost (feat. U-God)
- 2001: Never Be the Same Again (feat. Raekwon & Carl Thomas)
- 2001: Ghost Showers
- 2003: Guerilla Hood (mit Theodore Unit)
- 2004: Tush (feat. Missy Elliott)
- 2004: Run (feat. Jadakiss)
- 2005: Milk Em (mit Trife Da God, feat. Strange Fruit Project)
- 2005: Be Easy (mit Trife Da God)
- 2006: Back Like That (feat. Ne-Yo)
- 2008: We Celebrate (feat. Kid Capri)
- 2009: Baby (feat. Raheem DeVaughn)
- 2009: Forever
- 2009: Let’s Stop Playin’ (feat. John Legend)
- 2009: Guest House (feat. Fabolous)
- 2010: 2getha Baby
- 2015: Resurrection Morning (feat. Raekwon & Bilal) auf Juice CD No 130

### Gastbeiträge
- 2018: Gonna Love Me (Remix) (Teyana Taylor feat. Ghostface Killah, Method Man & Raekwon, US: Gold)